# Monti Chester
I monti Chester sono una catena montuosa situata nella parte nord-occidentale della Terra di Marie Byrd, in Antartide. Sita in particolare sulla costa di Ruppert, la catena, che fa parte del più vasto gruppo delle catene Ford e che si estende per circa 15 km in direzione est-ovest, si trova poco a nord della bocca del ghiacciaio Crevasse Valley; la sua vetta più alta è quella di un rilievo senza nome che arriva a 890 m s.l.m..

## Storia
Scoperti il 5 dicembre 1929 nel corso della spedizione antartica comandata da Richard Evelyn Byrd e condotta tra il 1928 e il 1930, e successivamente cartografati più in dettaglio sia durante la spedizione condotta nel 1933-35, sia durante quella del Programma Antartico degli Stati Uniti d'America condotta tra il 1939 e il 1941, entrambe sempre al comando di Byrd, i  monti Chester sono stati così battezzati in onore di Colby M. Chester, presidente delle General Foods Corporation, che fornì un generoso supporto alle spedizioni di Byrd.